# Taoyang
Taoyang (kinesiska: 洮阳) är en köping i nordvästra Kina. Den ligger i Lintao härad i staden Dingxi i provinsen Gansu, omkring 70 kilometer söder om provinshuvudstaden Lanzhou.